# Ridskola

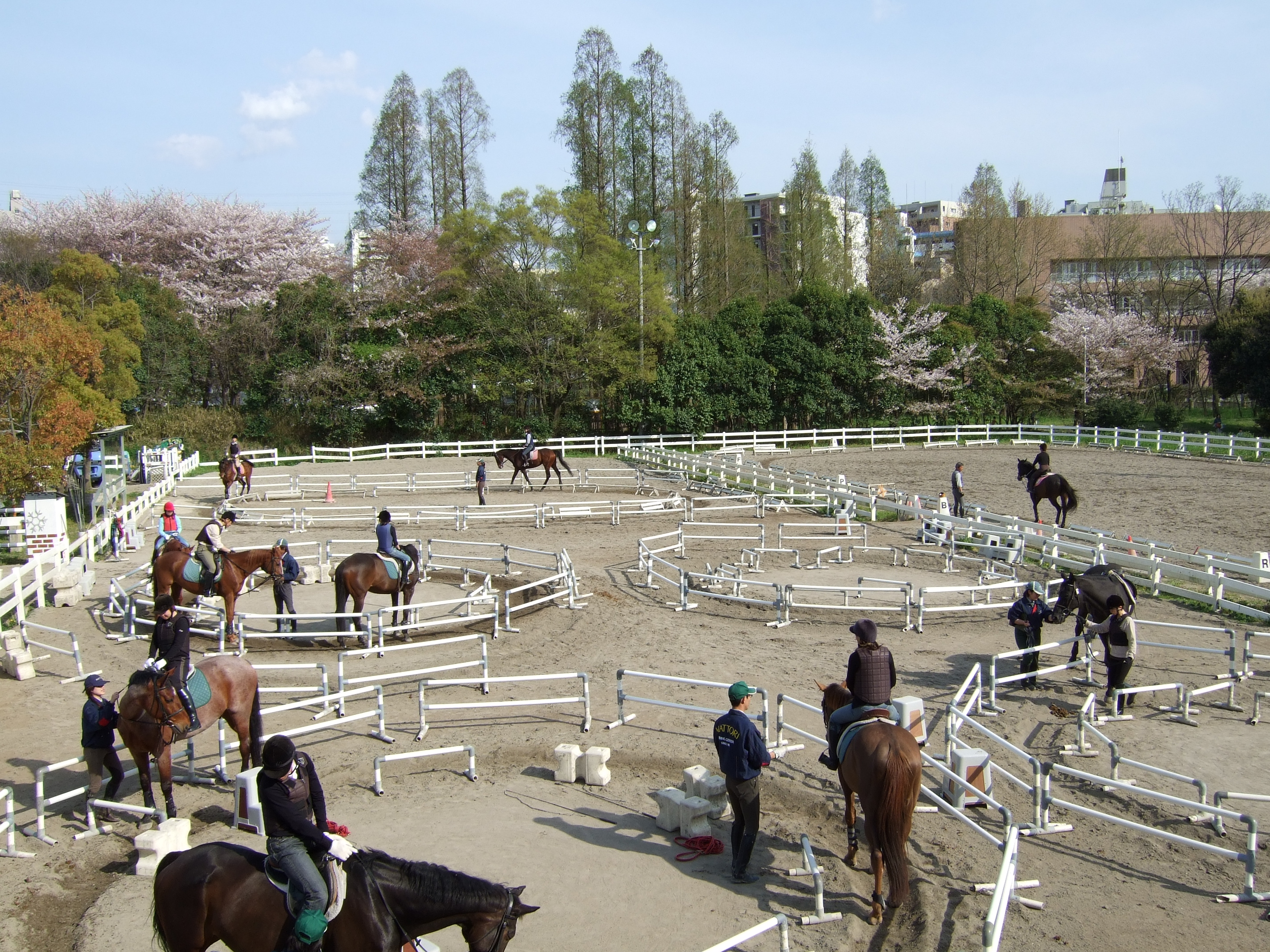
Ridskolan Hattori Ryokuchi.

Ridskolor i Sverige följer vanligen Svenska Ridsportförbundets riktlinjer för verksamheten. Enligt Svenska Ridsportförbundet är målet med framtidens ridskolor att ge människor en möjlighet att komma i kontakt med välskolade hästar, som tränar ryttare på ett säkert och progressivt sätt med hjälp av kvalificerad personal. En ridskola är en plats där verksamheten innehåller allt ifrån motionsridning till tävling. Dessutom bör den också kunna vara en skola för dem som äger egna hästar och vill utvecklas som ekipage. Svenska ridskolor som följer Svenska ridsportförbundets målsättningar strävar efter att vara verksamheter där man, på ett otvunget sätt kan umgås med hästar och människor, en fritidsgård men också en skola för att lära. Svenska ridsportförbundets vision är att den svenska ridskolan ska vara en världsledande förmedlare av kunskap, social gemenskap och ett livslångt intresse för hästar och ridning.